# Małgorzata Cylejska
Małgorzata Cylejska (ur. ok. 1411, zm. 22 lipca 1480) – poprzez drugie małżeństwo księżna cieszyńska i głogowsko-ścinawska, córka i jedyne dziecko hrabiego Hermana Cylejskiego III i Elżbiety von Abensberg. Bratanica Barbary Cylejskiej, żony Zygmunta Luksemburczyka.

## Życiorys
Małgorzata po raz pierwszy wyszła za mąż za Hermana I, hrabiego Montfort-Pfannberg-Bregenz, z którym miała czworo dzieci: Hermana II, Jerzego, Jana III i Barbarę. Herman I zmarł przed 24 lipca 1435 r.
W 1444 r. Małgorzata poślubiła księcia cieszyńskiego i głogowsko-ścinawskiego Władysława. Małżeństwo to pozostało bezdzietne. Władysław zmarł 14 lutego 1460 r. Po jego śmierci Małgorzata rządziła połową księstwa głogowskiego i połową księstwa ścinawskiego, które stanowiły jej oprawę wdowią. Do śmierci musiała bronić swego spadku przed Janem II, księciem żagańskim. Zmarła 22 lipca 1480 r. Pochowana została w kolegiacie głogowskiej.